# Csukás-éri-főcsatorna
Csukás-éri-főcsatorna är en kanal i Ungern. Den ligger i den centrala delen av landet, 80 km sydost om huvudstaden Budapest.